# Francis Oumar Belonga
Francis Oumar Belonga (* 13. März 1978 in N’Djamena), auch in der Schreibweise Francis Belonga bekannt, ist ein ehemaliger tschadischer Fußballspieler auf der Position des Stürmers. Er war zuletzt beim tschadischen Verein Renaissance FC und in der Tschadischen Fußballnationalmannschaft aktiv.

## Karriere

### Verein
Belonga begann seine Profikarriere 1996 in der Tschad Premier League im Kader des Hauptstadtclub AS CotonTchad. Nach nur einer Saison wechselte er zum Stadtrivalen Espérance Walia. Für den Verein absolvierte er 55 Ligaspiele, in denen ihm 15 Tore gelangen, einen Titel konnte er jedoch nicht gewinnen. 2003 verließ er den Tschad und schloss sich den kamerunischen Verein Canon Yaoundé in der Première Division an. Hier wurde er in seiner ersten Saison kamerunischer Vizemeister. Es folgten kurze Stationen bei Téléstar FC, mit denen er 2004 Vizemeister wurde, in Gabun und bei Atlético Petróleos in Angola. 2006 verließ er den afrikanischen Kontinent und wechselte zum indonesischen Verein Bontang PKT in die Liga Djarum Wilaya Timur. Hier absolvierte er 67 Spiele, in denen ihm 22 Tore gelangen, einen Titel gewann er in seiner Zeit in Indonesien jedoch nicht. 2008 verließ er Asien endgültig und kehrte in seine Heimatstadt N’Djamena in den Tschad zurück. Hier schloss er sich den Verein Renaissance FC und wurde in seiner ersten Saison tschadischer Vizemeister. Nach der Saison 2009 beendete er erneut mit den Vizemeistertitel seine aktive Karriere.

### Nationalmannschaft
Sein Debüt für die Tschadische Fußballnationalmannschaft gab Belonga am 16. August 1998, im Rahmen der Qualifikation zum Afrika-Cup 2000 gegen die Auswahl der Republik Kongo. Er nahm an Qualifikationsspielen zur Fußball-Weltmeisterschaft (2002, 2006) und der Afrikameisterschaft (2000, 2002, 2008) teil, konnte jedoch keine nennenswerten Erfolge erzielen. Im Spiel gegen den späteren WM-Teilnehmer Angola, am 12. Oktober 2003, erzielte er mit einem Hattrick alle Tore zum 3:1 Endstand. Sein letztes Spiel im Trikot der Nationalmannschaft absolvierte Belonga, am 24. März 2007 im Rahmen der Qualifikation zum Afrika-Cup 2008 gegen die Mannschaft aus Südafrika.